# Ногово
Ногово — деревня в Клинском районе Московской области России.
Относится к сельскому поселению Петровское, до муниципальной реформы 2006 года относилась к Нудольскому сельскому округу. Население — 111 чел. (2010).

## Население
| 1852 | 1859 | 1890 | 1926 | 2002 | 2006 | 2010 |
| ---- | ---- | ---- | ---- | ---- | ---- | ---- |
| 259  | ↘252 | ↘196 | ↗217 | ↘119 | ↗140 | ↘111 |

## География
Расположена в юго-западной части района, примерно в 26 км к юго-западу от города Клина, на автодороге, соединяющей Р107 (Клин — Лотошино) и Московское большое кольцо А108. На территории зарегистрировано 14 садовых товариществ.
Связана автобусным сообщением с районным центром, посёлком Нудоль и платформой «Новопетровской» Рижского направления Московской железной дороги. Ближайшие населённые пункты — деревни Аксёниха и Горицы. Рядом протекает река Локнаш бассейна Иваньковского водохранилища.
В деревне присутствуют двухэтажные многоквартирные дома, две водонапорные башни, продуктовый и строительный магазины.

## Исторические сведения
На карте Московской губернии Ф. Ф. Шуберта 1860 года — Нагова.
В «Списке населённых мест» 1862 года Нагово-Парфенково — владельческое сельцо 1-го стана Клинского уезда Московской губернии по левую сторону Волоколамского тракта, в 36 верстах от уездного города, при колодцах, с 29 дворами и 252 жителями (122 мужчины, 130 женщин).
По данным на 1890 год входила в состав Петровской волости Клинского уезда, число душ составляло 196 человек.
В 1913 году — 60 дворов, имение Серебрянского, камера земского начальника 4-го участка, земское училище, церковно-приходская школа и кирпичный завод.
По материалам Всесоюзной переписи населения 1926 года — центр Ноговского сельсовета Петровской волости, проживало 217 жителей (97 мужчин, 120 женщин), насчитывалось 47 хозяйств.
С 1929 года — населённый пункт в составе Клинского района Московской области.